# Manisha Bhanwala
Manisha Bhanwala (2000) è una lottatrice indiana, specializzata nella lotta libera.

## Palmarès
- Campionati asiatici

Ulaanbaatar 2022: bronzo nei 62 kg.